# Dubliner Challenge
De Dubliner Challenge was een eenmalig toernooi van de Europese Challenge Tour. Het werd van 4-7 september 2008 gespeeld op de Hills Golf Club in Göteborg, Zweden.  Het prijzengeld was € 143.348 waarvan € 22.400 voor de winnaar bestemd was. 
Rob Harris was na de eerste ronde aan de leiding met een ronde van 68. De uiteindelijke winnaar was Mark Haastrup, die na een openingsronde van 70 nog twee rondes van 68 maakte.  Op de 2de plaats eindigde Benjamin Marka, en op de 3de plaats Gustav Andersson. Harris eindigde op de 4de plaats samen met Nicolas Vanhootegem en Fredrik Ohlsson. 
| Jaar | Baan            | Winnaar       | Score | Score | Beste Nederlander | Beste Belg               |
| ---- | --------------- | ------------- | ----- | ----- | ----------------- | ------------------------ |
| 2008 | Hills Golf Club | Mark Haastrup | 206   | -7    | Rolf Muntz (34)   | Nicolas Vanhootegem (T4) |